# Tobo
För andra betydelser, se Tobo (olika betydelser).
Tobo är en tätort och gammal bruksort i Tegelsmora socken,  Tierps kommun, belägen 14 kilometer sydost om Tierp.

## Historia
Tobo uppkom troligen någon gång under medeltiden på Skala bys ägor. Det var ett litet hemman som senare kom att utgöra 1/4 skattehemman. Vattendraget från Gårsjöarna har troligen spelat en viktig roll och en skvaltkvarn fanns nog redan på medeltiden.
Tobo omtalas första gången 1540. Då fanns där ett mantal skatte och en kvarn. Hemmanet verkar dock ha varit obebott, i mitten av 1500-talet brukades det av Erich Larsson i Skala och under 1500-talets senare hälft brukas det av Lars Erichson i Skala. Tegelsmora socken indelades år 1540 genom den s.k. årliga räntan i det gamla systemet med hamnor. I socknen bildades då fyra sådana: "Skala hampna", "Kyrkie hampna", "Nordan Skog hampna" samt "Söder hampna".
Den 14 april 1675 upprättades ett köpebrev där Lars Olofsson sålde Tobo hemman till Emanuel De Geer (1624–1692) för 364 daler. Han anlade en masugn här 1676. 1693 byggde Charles De Geer en ca 25 kilometer lång transportväg genom skogen från Tobo till Lövsta. Tobo svarade för Lövsta bruks hela behov av tackjärn, sedan masugnarna vid Lövsta och Karlholm lagts ned. I Tobo fanns vid 1600-talets slut även sågverk, väderkvarn och tegelbruk. Jordbruket utvidgades genom markuppköp och vid 1800-talets slut genom torrläggning. 1889 byggdes en snickerifabrik som dock lades ned 1901.
Tobo masugn tillhörde släkten De Geer till 1918, då den såldes till Gimo-Österby bruks AB. Driften upphörde på 1920-talet. Hyttan, som till stora delar står kvar, uppfördes 1883, men byggdes om på 1910-talet.

### Befolkningsutveckling
| Befolkningsutvecklingen i Tobo 1950–2020 | Befolkningsutvecklingen i Tobo 1950–2020 | Befolkningsutvecklingen i Tobo 1950–2020 | Befolkningsutvecklingen i Tobo 1950–2020 | Befolkningsutvecklingen i Tobo 1950–2020 |
| ---------------------------------------- | ---------------------------------------- | ---------------------------------------- | ---------------------------------------- | ---------------------------------------- |
|                                          |                                          |                                          |                                          |                                          |
| År                                       |                                          |                                          | Folkmängd                                | Areal (ha)                               |
| 1950                                     | 1950                                     |                                          | 461                                      |                                          |
| 1960                                     | 1960                                     |                                          | 522                                      |                                          |
| 1965                                     | 1965                                     |                                          | 619                                      |                                          |
| 1970                                     | 1970                                     |                                          | 520                                      |                                          |
| 1975                                     | 1975                                     |                                          | 481                                      |                                          |
| 1980                                     | 1980                                     |                                          | 530                                      |                                          |
| 1990                                     | 1990                                     |                                          | 593                                      | 91                                       |
| 1995                                     | 1995                                     |                                          | 598                                      | 103                                      |
| 2000                                     | 2000                                     |                                          | 641                                      | 103                                      |
| 2005                                     | 2005                                     |                                          | 616                                      | 103                                      |
| 2010                                     | 2010                                     |                                          | 607                                      | 103                                      |
| 2015                                     | 2015                                     |                                          | 610                                      | 102                                      |
| 2018                                     | 2018                                     |                                          | 595                                      | 103                                      |
| 2020                                     | 2020                                     |                                          | 673                                      | 101                                      |
|                                          |                                          |                                          |                                          |                                          |

## Näringsliv
Företaget Munters har en fabrik för tillverkning av avfuktningsutrustning i Tobo.
1937 övertog Monarks grundare Birger Svensson Tobo bruk. För att komplettera cykeltillverkningen började Monark i Tobo tillverka skidor (Limex), radio- och TV-apparater (Nornan). 1958 utsågs Tobo till Sveriges mest tv-täta samhälle av Expressen. Varannan Tobobo hade tv. År 1962 arbetade 467 personer vid tillverkningen.  
Sedan 2008 har Tobo ett glasblåseri. Glashyttan är belägen strax utanför tätorten Tobo, vid länsväg 292. Konstnärsparet Triller tillverkade stengods i Tobo från 1935 till 1972.

## Kommunikationer
Strax utanför Tobo går Ostkustbanan. Tobos gamla station invigdes 1876 och lades ned 1975. 1993 genomfördes en större linjeomläggning i samband med att järnvägen byggdes ut till dubbelspår, banan drogs då om för att löpa utanför samhället. Den nya stationen, där mälartåget stannar, invigdes 1994.

## Idrott
Samhället har ett fotbollslag tillsammans med Örbyhus, som heter Töff.

## Kända personer
Nyckelharpisten Eric Sahlström var från Tobo och på orten finns idag Eric Sahlström Institutet som håller kurser i bland annat nyckelharpa, fiol och folkdans. Författaren Sven Nordqvist bodde en period i Tobo.

## Bilder

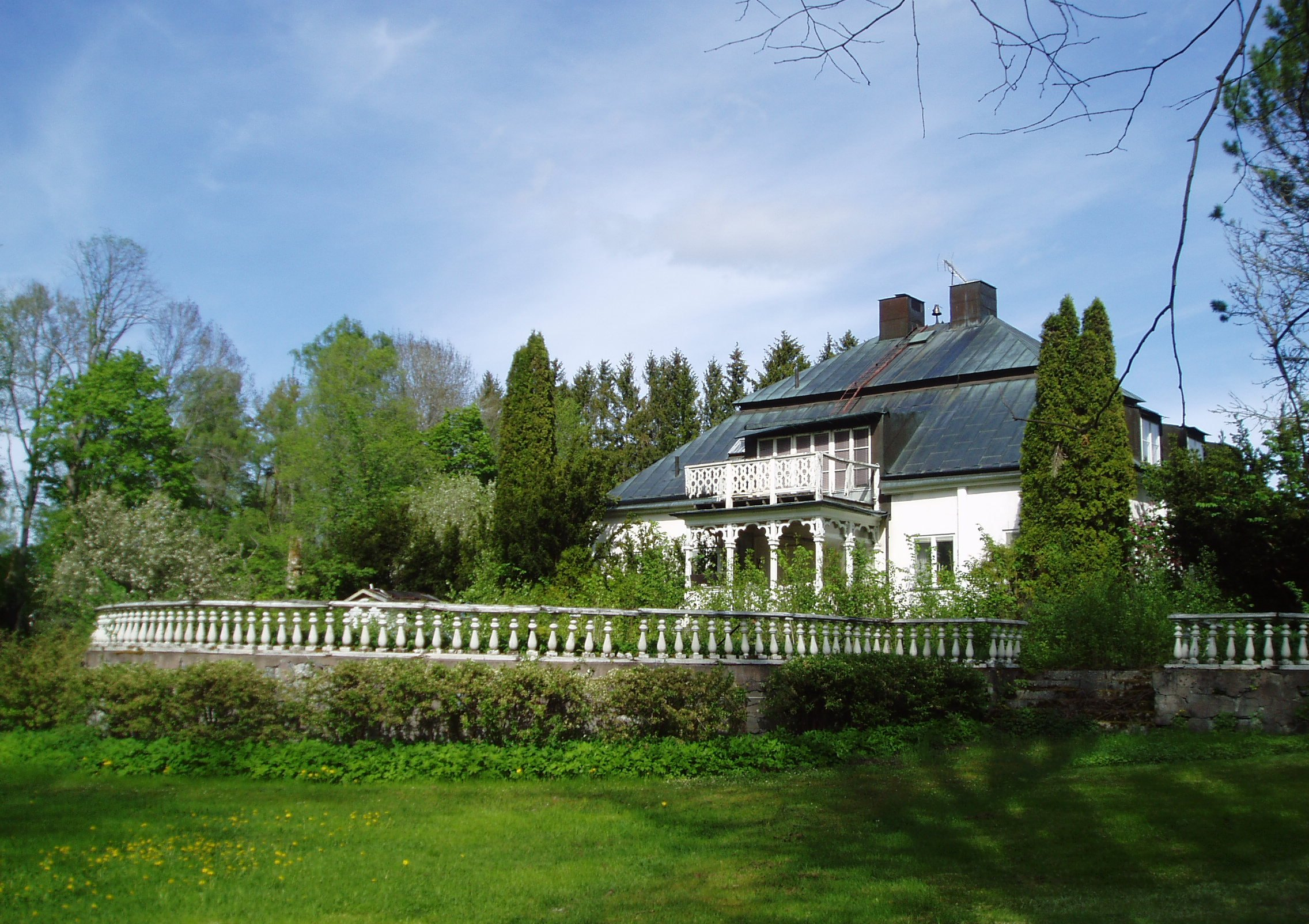
Tobo herrgård.
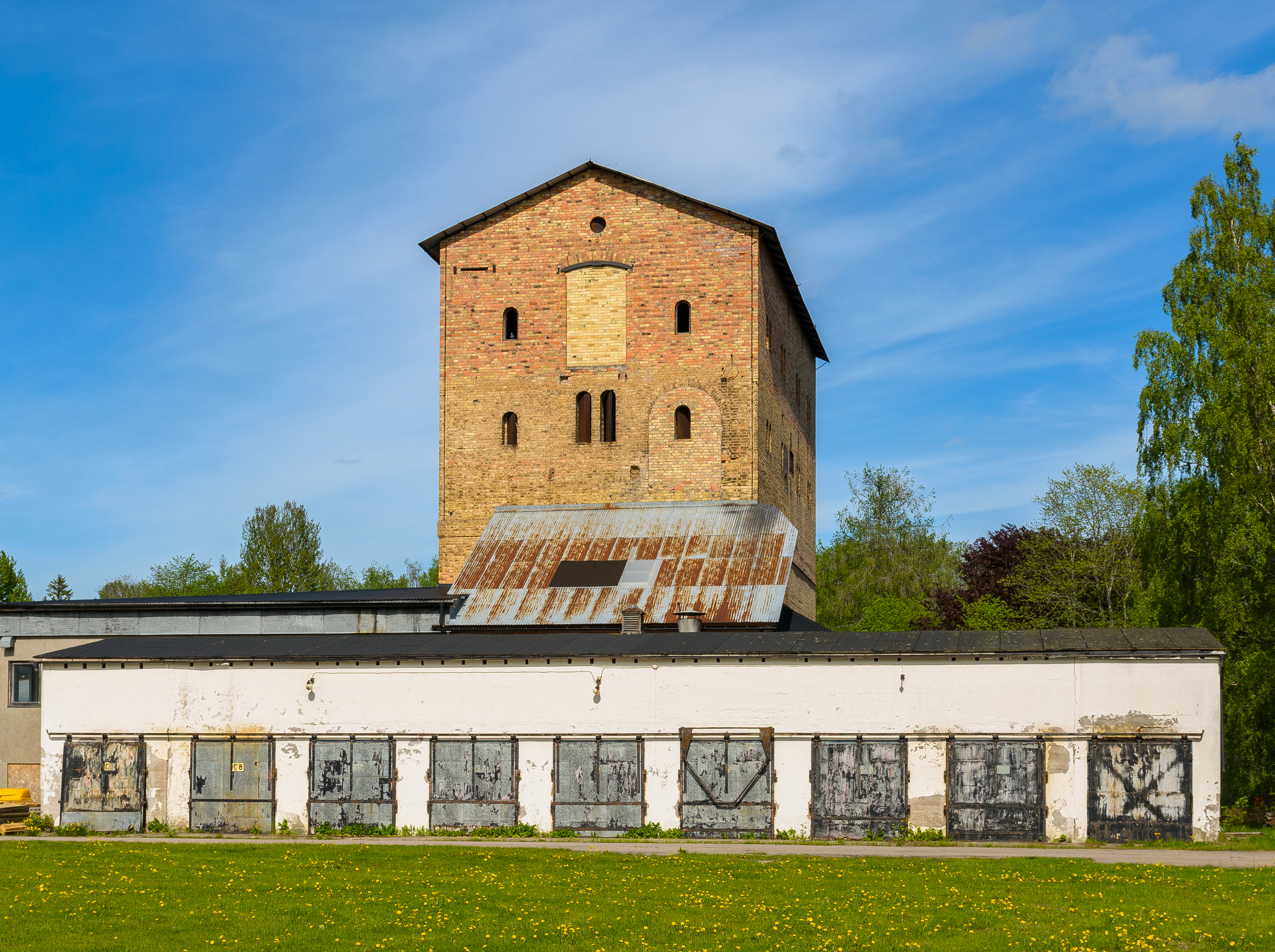
Det gamla bruksområdet.
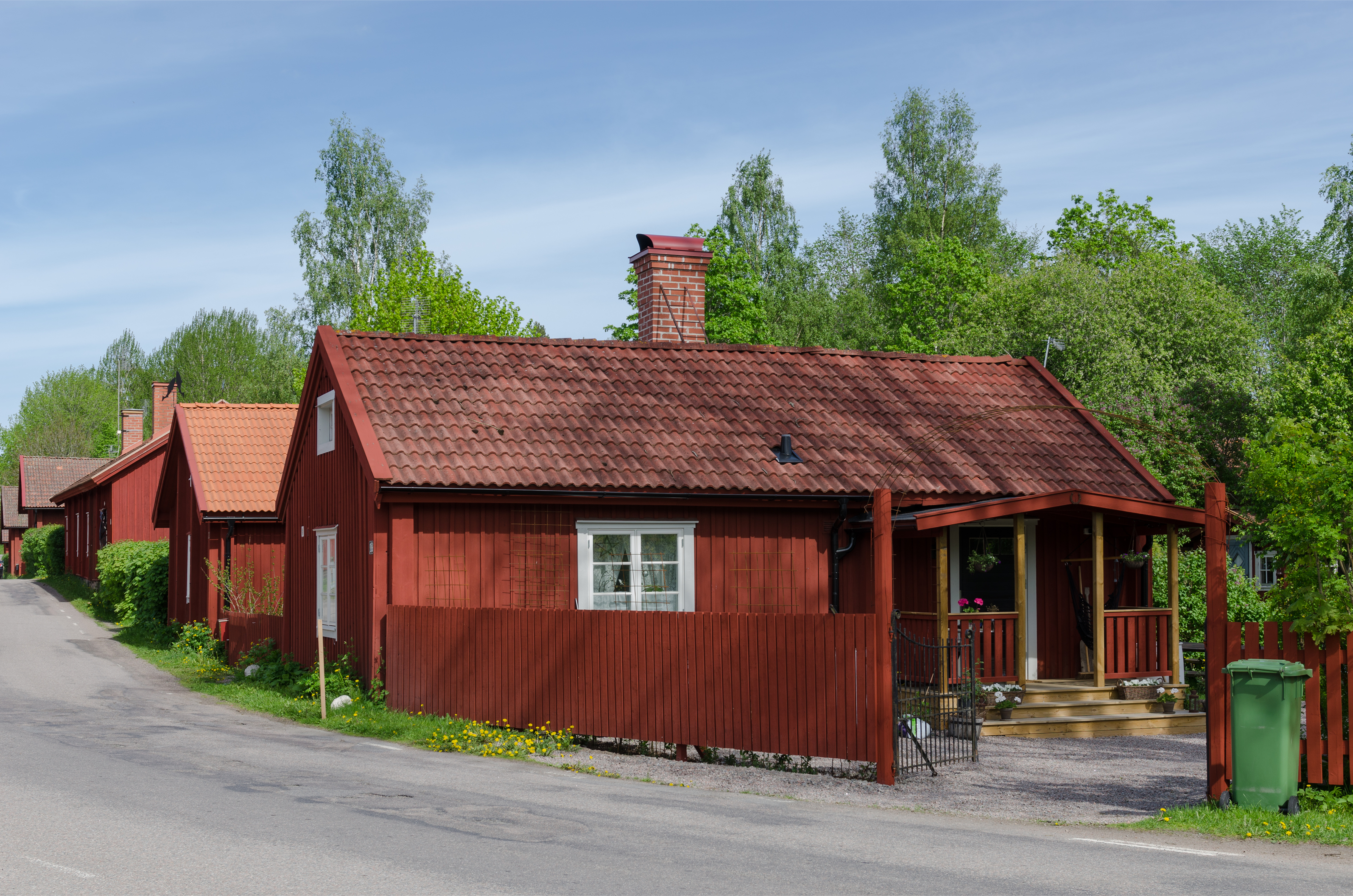
Arbetarbostäderna vid bruket.